# Sin Saimdang

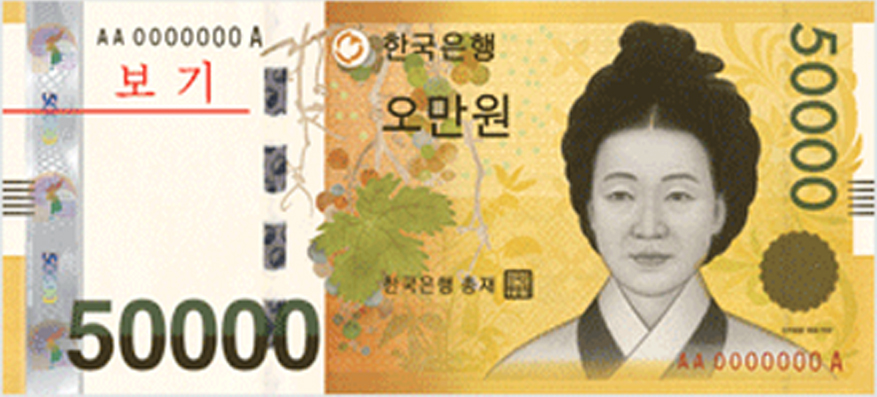
Sin Saimdang na będącym obecnie w obiegu południowokoreańskim banknocie o nominale 50.000 wonów

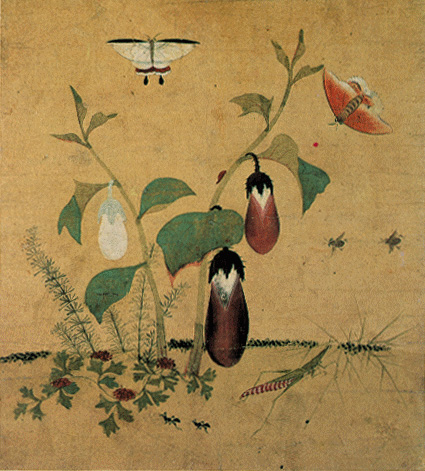
Obraz Sin Saimdang

Sin Saimdang (kor. 신사임당; hancha: 申師任堂, ur. 5 kwietnia 1504 w Gangneung; zm. 20 czerwca 1551) – koreańska malarka, kaligrafistka oraz poetka. Matka uczonego zwanego "Konfucjuszem Korei" – Yi I. Znana jako zwolenniczka idei konfucjańskich, ma w Korei przydomek Eojin Eomeoni (어진 어머니; w polskim tłumaczeniu: Mądra Matka). Jest pierwszą kobietą, która pojawiła się na banknocie południowokoreańskim. Jej portret widnieje obecnie na banknocie o najwyższym nominale – 50 000 wonów (od 2009 roku).